# Käppi m/1878

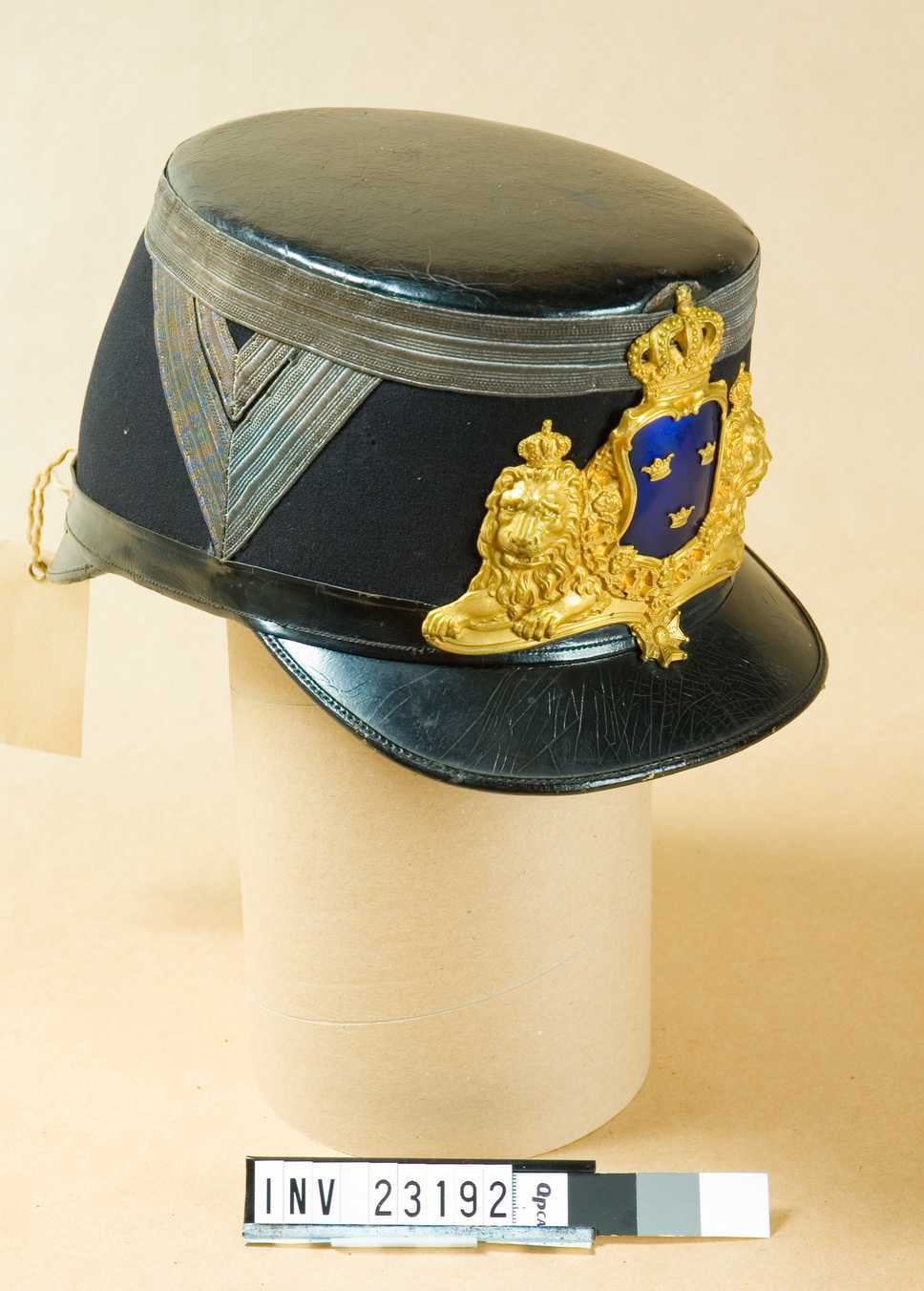
Käppi m/1878 för officerare vid Svea livgarde (I 1).

Käppi m/1878 var en huvudbonad som användes inom försvarsmakten (dåvarande krigsmakten).

## Utseende
Käppin var, till skillnad från föregångaren käppi m/1858, försedd med en bakskärm men var utan gradbeteckning. Käppin var även försedd med vapenplåt m/1878. Officerare hade en förgylld plåt som även var blåemaljerad över lilla riksvapnet. Underofficerarnas vapenplåtar var förgyllda och manskapets i mässing.

## Användning
Denna mössa var enbart avsedd för Svea och Göta livgarde och ersatte, som ovannämnts, käppi m/1858. Kask m/1887 kom att ersätta käppi m/1878.

## Fotografier

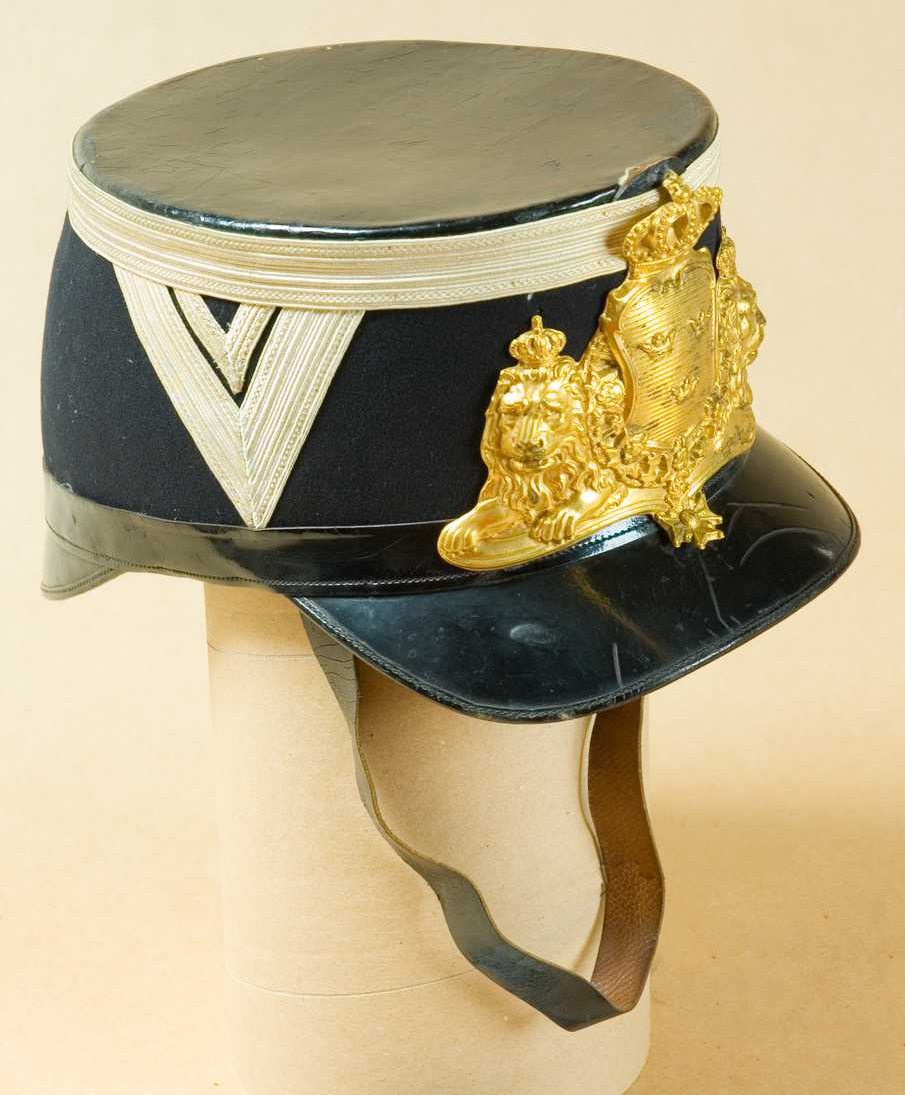
Käppi m/1878 för manskap vid Svea livgarde.
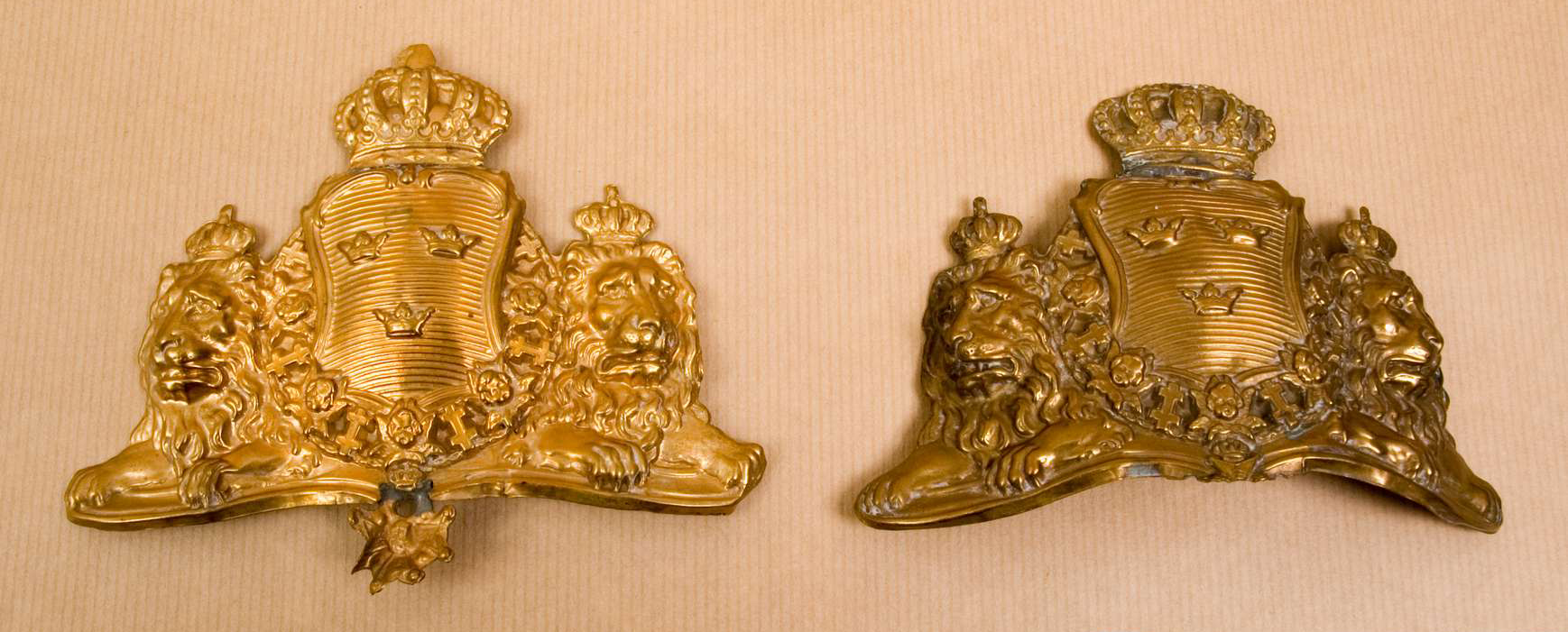
Vapenplåtar m/1878 för käppi, att användas av Svea och Göta livgarde. Underofficerarnas vapenplåtar var förgyllda (t.h.) och manskapets i mässing (t.v.).
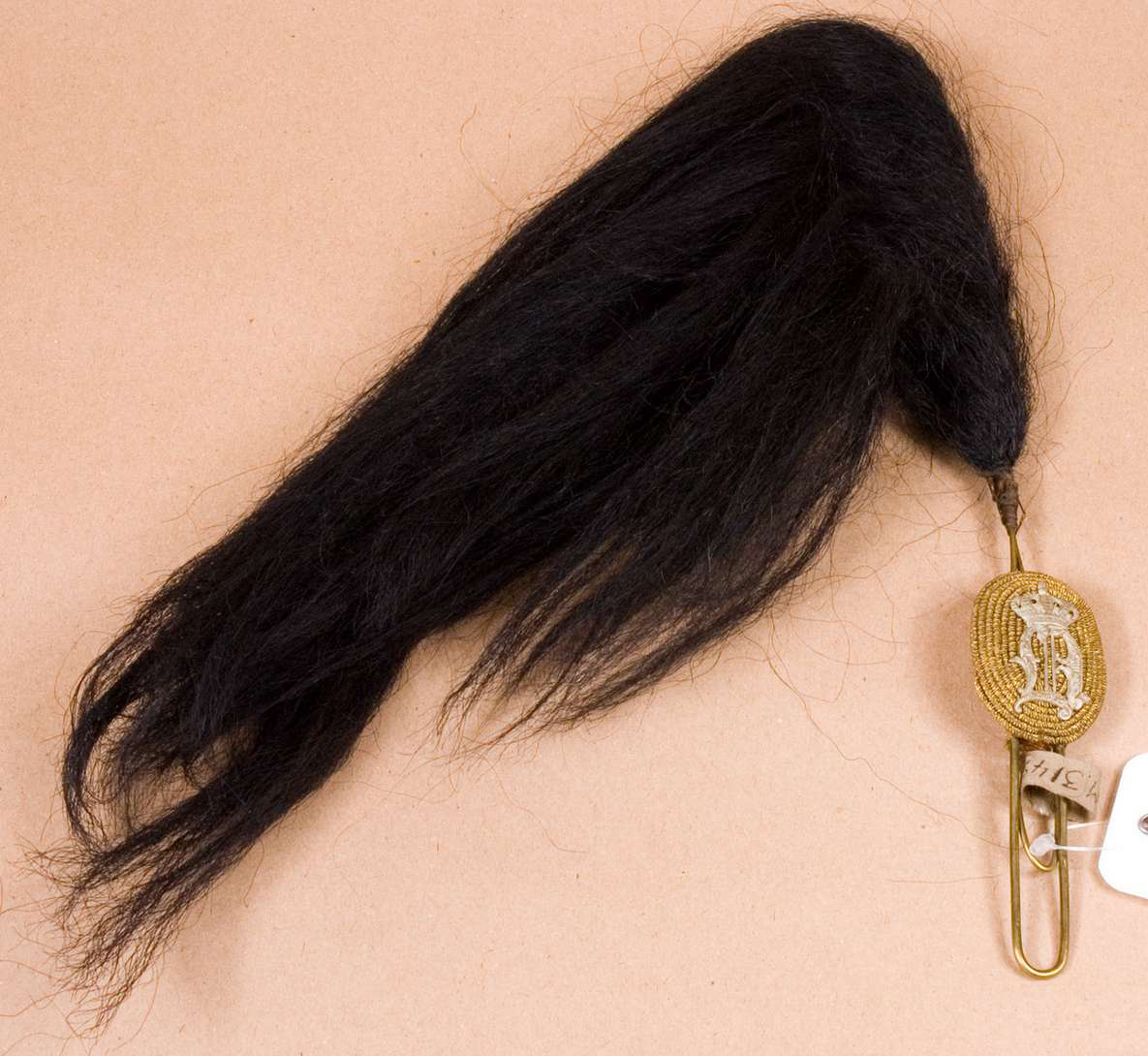
Plym till käppi m/1878.